# Mark Koevermans
Mark Koevermans, né le 3 février 1968 à Rotterdam, est un joueur de tennis néerlandais.

## Palmarès

### Titre en simple messieurs
| No | Date       | Nom et lieu du tournoi        | Catégorie    | Dotation  | Surface      | Finaliste    | Score         |  |
| -- | ---------- | ----------------------------- | ------------ | --------- | ------------ | ------------ | ------------- |  |
| 1  | 01-10-1990 | Athens International, Athènes | World Series | 125 000 $ | Terre (ext.) | Franco Davín | 5-7, 6-4, 6-1 |  |

### Titres en double messieurs
| No | Date       | Nom et lieu du tournoi                      | Catégorie    | Dotation    | Surface      | Partenaire    | Finalistes                       | Score         |  |
| -- | ---------- | ------------------------------------------- | ------------ | ----------- | ------------ | ------------- | -------------------------------- | ------------- |  |
| 1  | 01-04-1991 | Estoril Open Estoril                        | World Series | 337 500 $   | Terre (ext.) | Paul Haarhuis | Tom Nijssen Cyril Suk            | 6-3, 6-3      |  |
| 2  | 30-09-1991 | Athens International Athènes                | World Series | 125 000 $   | Terre (ext.) | Jacco Eltingh | Menno Oosting Olli Rahnasto      | 5-7, 7-6, 7-5 |  |
| 3  | 20-07-1992 | Dutch Open Hilversum                        | World Series | 225 000 $   | Terre (ext.) | Paul Haarhuis | Mårten Renström Mikael Tillström | 6-7, 6-1, 6-4 |  |
| 4  | 03-05-1993 | German International Championships Hambourg | Super 9      | 1 450 000 $ | Terre (ext.) | Paul Haarhuis | Grant Connell Patrick Galbraith  | 6-4, 6-7, 7-6 |  |

### Finales en double messieurs
| No | Date       | Nom et lieu du tournoi                            | Catégorie              | Dotation    | Surface         | Vainqueurs                         | Partenaire        | Score            |          |
| -- | ---------- | ------------------------------------------------- | ---------------------- | ----------- | --------------- | ---------------------------------- | ----------------- | ---------------- | -------- |
| 1  | 24-07-1989 | Dutch Open Hilversum                              |                        | 150 000 $   | Terre (ext.)    | Tomás Carbonell Diego Pérez        | Paul Haarhuis     | Finale non jouée |          |
| 2  | 05-03-1990 | Grand-Prix Hassan II Casablanca                   | World Series           | 125 000 $   | Terre (ext.)    | Todd Woodbridge Simon Youl         | Paul Haarhuis     | 6-3, 6-1         | Parcours |
| 3  | 23-07-1990 | Dutch Open Hilversum                              | World Series           | 215 000 $   | Terre (ext.)    | Sergio Casal Emilio Sánchez        | Paul Haarhuis     | 7-5, 7-5         |          |
| 4  | 22-10-1990 | Philips Open São Paulo                            | World Series           | 125 000 $   | Moquette (ext.) | Shelby Cannon Alfonso Mora         | Luiz Mattar       | 6-7, 6-3, 7-6    |          |
| 5  | 31-12-1990 | Australian Men's Hardcourt Championships Adélaïde | World Series           | 150 000 $   | Dur (ext.)      | Wayne Ferreira Stefan Kruger       | Paul Haarhuis     | 6-4, 4-6, 6-4    |          |
| 6  | 22-04-1991 | Monte-Carlo Open Monte-Carlo                      | Championship Series SW | 750 000 $   | Terre (ext.)    | Luke Jensen Laurie Warder          | Paul Haarhuis     | 5-7, 7-6, 6-4    |          |
| 7  | 24-02-1992 | ABN AMRO World Tennis Tournament Rotterdam        | World Series           | 475 000 $   | Moquette (int.) | Marc-Kevin Goellner David Prinosil | Paul Haarhuis     | 6-2, 6-7, 7-6    |          |
| 8  | 15-06-1992 | IP Cup Gênes                                      | World Series           | 235 000 $   | Terre (ext.)    | Shelby Cannon Greg Van Emburgh     | Paul Haarhuis     | 6-1, 6-1         |          |
| 9  | 05-10-1992 | Saab Athens International Athènes                 | World Series           | 130 000 $   | Terre (ext.)    | Tomás Carbonell Francisco Roig     | Marcelo Filippini | 6-3, 6-4         |          |
| 10 | 12-10-1992 | Riklis Israel Tennis Center Classic Tel Aviv      | World Series           | 130 000 $   | Dur (ext.)      | Mike Bauer João Cunha e Silva      | Tobias Svantesson | 6-3, 6-4         |          |
| 11 | 19-04-1993 | Monte-Carlo Open Monte-Carlo                      | Super 9                | 1 400 000 $ | Terre (ext.)    | Stefan Edberg Petr Korda           | Paul Haarhuis     | 3-6, 6-2, 7-6    | Parcours |
| 12 | 07-06-1993 | Torneo Internazionale Citta di Firenze Florence   | World Series           | 275 000 $   | Terre (ext.)    | Tomás Carbonell Libor Pimek        | Greg Van Emburgh  | 7-6, 2-6, 6-1    |          |
| 13 | 14-06-1993 | IP Cup Gênes                                      | World Series           | 275 000 $   | Terre (ext.)    | Sergio Casal Emilio Sánchez        | Greg Van Emburgh  | 6-3, 7-6         |          |

## Parcours dans les tournois duGrand Chelem

### En simple
| Année | Open d'Australie | Open d'Australie | Internationaux de France | Internationaux de France | Wimbledon       | Wimbledon     | US Open         | US Open     |
| ----- | ---------------- | ---------------- | ------------------------ | ------------------------ | --------------- | ------------- | --------------- | ----------- |
| 1989  | 2e tour (1/32)   | P. Kühnen        | 1er tour (1/64)          | A. Järryd                | —               | —             | 2e tour (1/32)  | M. Pernfors |
| 1990  | 1er tour (1/64)  | M. Mečíř         | 2e tour (1/32)           | P. Kühnen                | 1/8 de finale   | G. Ivanišević | —               | —           |
| 1991  | 3e tour (1/16)   | J. Siemerink     | 1er tour (1/64)          | A. Chesnokov             | 1er tour (1/64) | M. Washington | 1er tour (1/64) | J. Grabb    |
| 1992  | 1er tour (1/64)  | J. Fitzgerald    | 1er tour (1/64)          | A. Krickstein            | 1er tour (1/64) | M. Knowles    | —               | —           |
| 1993  | —                | —                | 1er tour (1/64)          | T. Woodbridge            | —               | —             | —               | —           |

N.B. : à droite du résultat se trouve le nom de l'ultime adversaire.

### En double
| Année | Open d'Australie            | Open d'Australie        | Internationaux de France     | Internationaux de France | Wimbledon                   | Wimbledon               | US Open                     | US Open                |
| ----- | --------------------------- | ----------------------- | ---------------------------- | ------------------------ | --------------------------- | ----------------------- | --------------------------- | ---------------------- |
| 1989  | 2e tour (1/16) M. Schapers  | M. Davis B. Drewett     | 2e tour (1/16) M. Schapers   | M. Davis T. Pawsat       | —                           | —                       | 1er tour (1/32) P. Haarhuis | P. Galbraith B. Garrow |
| 1990  | 2e tour (1/16) P. Haarhuis  | P. Henricsson N. Utgren | 1/2 finale P. Haarhuis       | S. Casal E. Sánchez      | 1er tour (1/32) P. Haarhuis | G. Connell G. Michibata | —                           | —                      |
| 1991  | 1/8 de finale P. Haarhuis   | J. Bates K. Jones       | 1/4 de finale P. Haarhuis    | G. Connell G. Michibata  | 1/8 de finale P. Haarhuis   | J. Frana L. Lavalle     | 2e tour (1/16) P. Haarhuis  | A. Gómez E. Sánchez    |
| 1992  | 1er tour (1/32) P. Haarhuis | C. Miniussi M. Rosset   | 1er tour (1/32) P. Haarhuis  | K. Kinnear S. Salumaa    | 1/4 de finale P. Haarhuis   | J. McEnroe M. Stich     | —                           | —                      |
| 1993  | —                           | —                       | 1er tour (1/32) J. Siemerink | M. Keil D. Randall       | 1er tour (1/32) J. Eltingh  | J. Bates B. Black       | —                           | —                      |

N.B. : le nom du ou de la partenaire se trouve sous le résultat ; le nom des ultimes adversaires se trouve à droite.